# Andreas Egeberg Jensen
Andreas Egeberg (Egebjerg) Jensen (født 31. juli 1889 i Gammelsole, Øster Snede Sogn, død 25. marts 1961 på Mallorca ) var en dansk rektor.
Han er sammen med Ernst August Kiørboe kendt for sangen "For en fremmed barskt og fattigt", som de henholdsvis har skrevet tekst og melodi til i 1922.  Den er brugt til Tønder Statsskoles translokation.
Egeberg Jensen var rektor på Haderslev Katedralskole fra 1937 til 1941 og på Sønderborg Statsskole fra 1941 til 1958.
Egeberg Jensen er kendt som én af de danske skolemænd, der gik helhjertet ind i sagen om genforeningen.
Efter længere tids sygdom døde Egeberg Jensen 25. marts 1961 under et rekreationsophold på Mallorca.